# 崔孝暐
崔孝暐（466年—514年），一作孝伟，字敬业，博陵郡安平县（今河北省衡水市安平县）人，出自博陵崔氏博陵第二房，北魏昭武将军、司徒司马、泰昌景子崔挺之子，北魏官员。

## 生平
崔孝暐年少时宽厚高雅，很早就以有长者风度而知名。彭城王元勰到定州任职时，征辟崔孝暐为主簿。崔孝暐以冀州安东府外兵参军为起家官，历任员外散骑侍郎、宁朔将军、员外散骑常侍。武泰初年，蛮族头领李洪煽动各部蛮人作乱，朝廷诏令崔孝暐持节担任别将，隶属都督李神轨将李洪讨伐平定。尔朱荣发动河阴之变谋害朝廷官员时，崔孝暐与弟弟崔孝直携带家属前往定陶避难。魏孝庄帝元子攸初年，崔孝暐被征召担任通直散骑常侍，加号征虏将军，很快被授任赵郡太守。赵郡历经葛荣动乱后，人民丧亡逃散，牲畜不存，一斗粟贵至数匹缣，百姓都卖儿卖女。夏季桑葚大丰收，崔孝暐劝说百姓多采收为食。赵郡中没有牛，崔孝暐教导百姓用人力耕种。崔孝暐招抚流散的百姓，先施恩惠后行法治，一年之后，流民涌回赵郡居住。崔孝暐兴建学校，亲自加以劝导，百姓信赖他。崔孝暐后在赵郡去世，虚岁四十九，朝廷赠予通直散骑常侍、平东将军、瀛州刺史，谥号简。朝廷议论认为未能表明追思之意，又赠予安北将军、定州刺史。

## 家族

### 兄弟姐妹
- 崔氏，嫁北魏左光禄大夫、散骑常侍、骠骑大将军魏子建
- 崔孝芬，北魏车骑大将军、左光祿大夫、仪同三司、殿中吏部二尚书、泰昌子
- 崔孝演，北魏瀛州安西府外兵参军
- 崔孝直，北魏卫将军、右光禄大夫
- 崔孝政，北魏太尉汝南王元悦行参军
- 崔嫔，魏孝文帝妃嫔

### 子女
- 崔昂，北齐祠部尚书、华阳县男
- 崔氏，嫁北齐尚书右仆射、特进、富平文贞子魏收[3][4][5][6]